# Cerophysella tonkinensis
Cerophysella tonkinensis es un coleóptero de la familia Chrysomelidae.
Fue descrita científicamente en 1930 por Laboissiere.